# با سرودخوان جنگ در خطه‌ی نام و ننگ
با سرودخوان جنگ در خطه نام و ننگ یادداشت‌های نادر ابراهیمی، از سفر به جبهه جنگ ایران و عراق، در فروردین ۱۳۶۵ است.
نویسنده همراه با ابراهیم حاتمی کیا با حضور در خرمشهر، جزیره مجنون و ... با حال و هوای رزمندگان ایرانی آشنا می‌شود.

## انتشار در ایران
چاپ اول کتاب توسط انتشارات اطلاعات در سال ۱۳۶۶ به زیور طبع آراسته شد. چاپ دوم در سال ۱۳۷۵ و توسط انتشارات سوره مهر منتشر شده است.
چاپ نخست این کتاب چند صفحه کمتر از صفحات کتاب در چاپهای بعدی است.
سالهای 1387-1388 چندی بعد از درگذشت نادر ابراهیمی کتاب باردیگر و پس از مدتها توسط نشر اطلاعات منتشر شد. این نسخه همان نسخه کتاب با صفحات کمتر است. عکس روی جلد این نسخه از کتاب تصویری از سامان اقوامی - فتوژورنالیست و عکاس وقت خبرگزاری ایسنا- بود.